# Tiefengletscher
Der Tiefengletscher ist ein 2,5 km langer Gletscher in den Urner Alpen im Schweizer Kanton Uri. Er liegt östlich vom Galenstock und erstreckt sich über einen Höhenbereich von etwa 2500 m ü. M. bis 3300 m ü. M. 1973 hatte er eine Fläche von 3,16 km².